# アキュラ・RSX
RSX（アールエスエックス）は、本田技研工業がかつて生産し、アキュラブランドで販売していたハッチバッククーペ型の乗用車であり、4代目ホンダ・インテグラの北米仕様車である。

## 初代 DC5型（2001-2006年）
2001年1月、北米国際オートショーでRS-Xプロトタイプを発表し、2001年7月より2002年モデルとして販売が開始された。クーペのみの設定となったが、ヒットとなったアキュラ･インテグラの販売台数の8割がクーペモデルであったことが要因の一つとなっている。
ボディはストリームやシビックと同じ「グローバル・コンパクトプラットフォーム」を使用し、先代インテグラより曲げ剛性は35%、ねじれ剛性は116%向上、抗力係数も4%低減、揚力係数にも優れる。米国高速道路交通安全局（NHTSA）の衝突テストでは前面が5スター、側面が4スターの結果となった。
エクステリアデザインは本田技術研究所（和光研究所：HGW）の案を元にしているが、ペンタゴングリルなどアキュラデザインも取り入れられており、ヘッドライトは先代インテグラの丸目を進化させたものとなっている。
サスペンションは4輪ダブルウィッシュボーンから、フロントがコントロールリンクマクファーソンストラットとなった。エンジンは北米では初となるi-VTEC仕様のK20A型エンジンを搭載し、タイミングチェーンが採用されたことも特徴の一つで、メンテナンスコストの低減に貢献している。2004年からのカリフォルニア大気資源局（CARB）LEV-2排ガス規制に対応した。
インテリアはパラボラ形状のインストルメントパネルや計器類などが特徴で、ベージュのインテリアカラーは後に日本のインテグラにも採用されている。
グレードは「RSX」と「Type-S」の2種からなり、「RSX」は最高出力160hpのK20A3エンジンに5速MTと5速ATのいずれのを組み合わせで、「Type-S」は最高出力200hpのK20A2と6速MTが搭載される。「Type-S」のサスペンションはよりスポーツ仕様にチューニングされ、フロントディスクブレーキ径も300mmと大きくなる。タイヤは両グレードとも205/55R16 ミシュラン MXM4となる。
主要装備では「RSX」は皮巻きステアリング、オートエアコン、6スピーカーオーディオ、イモビライザー、盗難抑止システム、クルーズコントロール、ムーンルーフ、サイドエアバッグなどが標準、パンチングレザーシートがオプションで用意される。「Type-S」ではレザーシートが標準で、オーディオがスペアタイヤ部にRichbassウーファーを格納したアキュラ/Bose 7スピーカーシステムとなる。
2003年モデルではディーラーオプションで「Type-S」向けに「ファクトリーパフォーマンス」パッケージを設定。リアスポイラーを始めとしたエアロキット、スポーツサスペンションやブレーキ、タイヤなどが揃う。
2004年モデルではヒーテドドアミラー、ボディーカラーが一つ追加された。「ファクトリーパフォーマンス」パッケージは「A-Spec」と名称が変更となった。
2005年モデルでフェイスリフトを実施。フロント、リアフェイシアやサイドシルガーニッシュが再デザインされ切り欠きヘッドライトは廃止となった。サスペンションは大幅に見直され重心高は7 mm低下、キャスタートレールが9.9 mmから28.6 mmに、キャンバ角も大きくなった。サスペンションマウント部の補強などによりボディはフロント部が15%、リア部では21%剛性がアップしている。ステアリングはクイックレシオになりコラムの剛性がアップ、ブレーキシステムも改良されペダルストロークをショート化、剛性アップも果たしている。ルーフやドア内に吸音材を配置しフロントサブフレームにはダンパーを追加、キャビン内のノイズや振動を低減した。インテリアではクロムメッキやチタンカラーの装飾を追加し、フロントシートも新しくなった。
「Type-S」では、さらにトランクリッドスポイラーを追加。エンジンはK20Z1型となりカムシャフト、エギゾーストパイプ、マフラー、クランクシャフトプーリー、インテークのシュノーケルダクトなどが日本のインテグラタイプRから採用され、最高出力が210 h@7,800 rpmに向上、レブリミットも8,100 rpmから8,300 rpmとなった。6MTは5速、6速にカーボンファイバー仕様のシングルコーンシンクロナイザーが新たに組み込まれ、最終減速比は8.6%大きくなりインテグラタイプRと同様となった。標準タイヤは16インチから17インチ215/45R17にアップされた。インテグラタイプRとの比較では、馬力、車両重量、タイヤ、サスペンションの硬さの違いや、LSD、レカロシート、ブレンボ4ピストンブレーキなどの有無が異なる。
2006年モデルでは、SAEの馬力計測法の見直しによりベースグレードは155 hp、タイプSは201 hpに最高出力表記が変更となった。
当初の販売目標台数は年間3万台で、2002年は約3万台を販売し目標を達成しその後も平均年間2万台を販売していたが、2006年夏に生産終了となりニューモデルは登場しなかった。RSXのポジションは先代より大幅にパフォーマンスアップしたホンダ・シビッククーペ Siが引き継いだ形となっている。

## レース

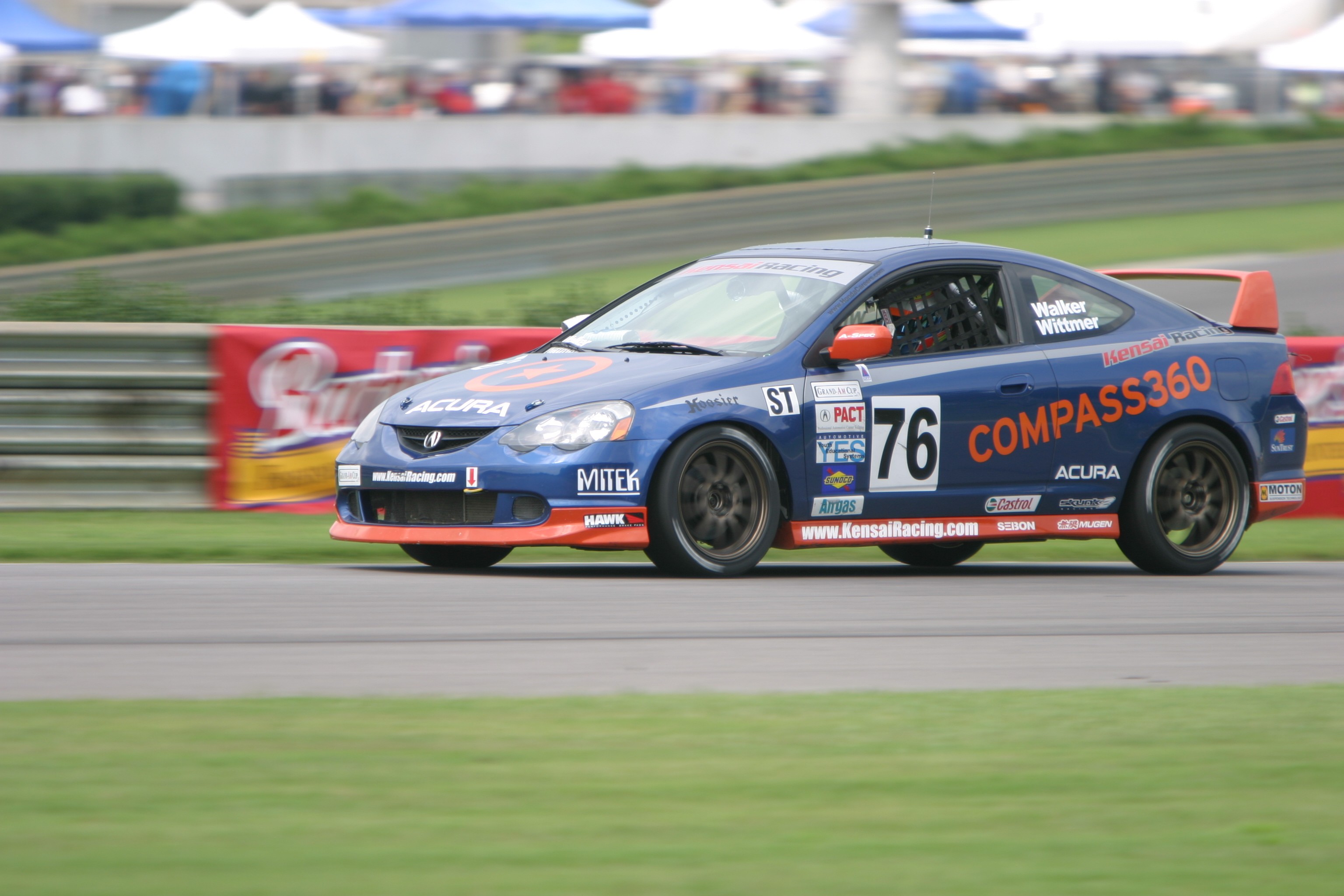
KONIチャレンジシリーズで走行するRSX

アメリカで行われているSCCAスピードワールドチャレンジのツーリングカークラスに参戦し、アキュラ・TSXと共に2006年にアキュラがマニファクチャラーズタイトルを獲得している。。
他にはKensai RacingがKONIチャレンジシリーズでRSX、TSXを使用している。